# Quadre (vídeo)

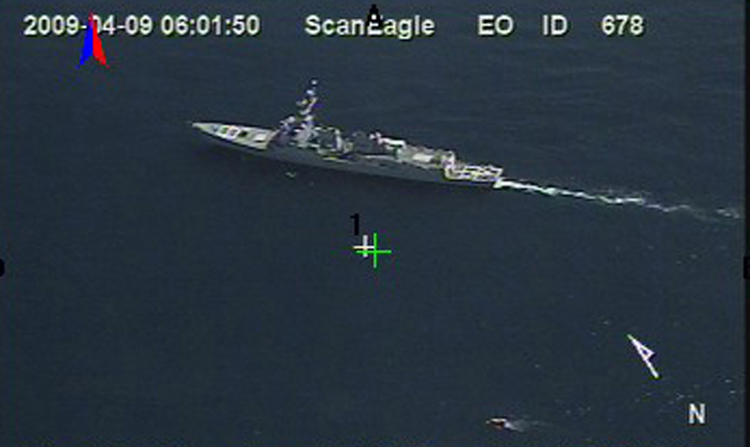
Quadre progressiu d'una càmera de vídeo digital.

En el món del vídeo, un quadre, (en anglès  frame ), és la mínima imatge completa registrable per vídeo i televisió. Equival en general a 1/30 o 1/25 de segon, depenent dels sistemes. Se sol utilitzar com a sinònim de fotograma, però són conceptes diferents, propis de tecnologies diferents.

## Composició
Tot  quadre  es compon de dos camps. Segons la forma de registrar i emetre aquests camps, el  escombrat , Morales Morante  ( 2014) descriu les modalitats existents:
- Entrellaçat: aquest escombrat, en PAL i SECAM, primer grava o emet les línies senars i seguidament les parells[2] (en NTSC l'ordre està invertit, primer les parells després les senars).[3]
- Progressiu: en ell s'emet primer el camp superior, format per la meitat de les línies, i tot seguit es registra o reprodueix l'inferior, amb l'altra meitat. És el de més qualitat i va desplaçar l'entrellaçat amb l'arribada dels equips digitals.[4][5]

Ja que la seva missió és generar en el cervell la idea de moviment, en Europa es registraven 25 quadres per segon, ja fos amb el sistema britànic, el SECAM francès o amb el PAL alemany. No obstant això, Carrasco, indica que en la major part dels països americans i alguns d'Àsia ho feien a 30, a causa de la  norma NTSC nord-americana. Però hi ha càmeres d'alta velocitat que poden doblar, triplicar o multiplicar per molt més aquesta quantitat per aconseguir la percepció de moviment lent, al reproduir-los a 25 fotogrames per segon. De la mateixa manera s'han desenvolupat càmeres de baixa velocitat ideades per obtenir l'efecte contrari. Finalment, en incrementar la capacitat dels  suports d'emmagatzematge i els  algoritmes de compressió, màquines com la Red One són capaces de funcionar a 60 o fins i tot 120 quadres per segon, aconseguint la mateixa idea de moviment, però més agradable a la vista..

## Freqüència de quadre
Atès que es tracta de la unitat mínima, en forma d'imatge estàtica, en què es pot descompondre una seqüència de vídeo, el seu mostreig es realitza cada determinat temps de mostreig Ts (temps entre quadres consecutius). De forma equivalent es defineix l'invers del temps de mostreig Ts com la freqüència de quadre. Aquesta magnitud es mesura en hertzs (Hz) o bé en quadres per segon.
{\displaystyle f_{quadre}=1/T_{s}}

### Limitacions del sistema visual humà
- Discontinuïtat en el moviment: L'ull humà és capaç d'interpolar moviments a partir d'uns quadres consecutius mostrats a una determinada freqüència de quadre.Això s'anomena el fenomen fi.
  - S'aprecia discontinuïtat de moviment per fquadre < 12-15 Hz

- Parpalleig: És el fenomen que es produeix quan a una determinada freqüència de quadre l'ull humà distingeix dos impulsos lluminosos (imatges) consecutius en el temps. Això es produeix perquè en sistema visual humà persisteix la imatge en la retina.
  - S'aprecia parpalleig per fquadre < 50 Hz

## Diferència ambfotograma
En nombroses ocasions el terme es confon amb  fotograma . Malgrat que els dos persegueixen la mateixa finalitat: donar la idea d'imatge en moviment. No obstant això el  fotograma  és o era un tros de pel·lícula i, com a tal, no posseïa camps de cap tipus. El  quadre  per la seva part consistia en un tros de cinta magnètica. Amb l'entrada massiva dels mitjans digitals Carrasco  ( 2010) afirma que cinema i televisió van passar a emprar la mateixa tecnologia, perquè les produccions cinematogràfiques van deixar de filmar i es graven o, almenys, es  editen amb tecnologia digital, tot i que inicialment els dos estaven en suports diferents, recollits per un procés químic un i elèctric l'altre.

La segona gran diferència la dona Ohanian  ( 1996) en ressenyar les velocitats de registre. Els fotogrames es filmava en una pel·lícula que avançava moguda per un motor, al principi ni tan sols amb motor en ser l'operador de càmera qui feia la feina amb una maneta segons el seu saber fer. No obstant això els mitjans electrònics no gaudien de tanta versatilitat en estar subjectes als cicles del corrent elèctric que els alimentava. Carrasco  ( 2010) apunta que una càmera d'estudi estava supeditada a funcionar el múltiple s de cinc. Això va portar a les dues velocitats esmentades: 25 per segon europeu i 30 per segon nord-americà.

## Freqüència de quadre en diferents sistemes
Donades les limitacions comentades a l'apartat anterior el més lògic seria agafar una freqüència de quadre major a 50 Hz. Així no s'observa parpelleig encara que la sensació de moviment es podria apreciar amb una freqüència més petita. La freqüència de quadre afecta directament en els recursos del sistema; amplada de banda, espai de disc, etc. Per optimitzar els recursos cada tipus de sistema s'han adoptat diferents solucions.
|                      | Cinema mut | Cinema | TV Europa (PAL&SECAM) | TV USA & Japó (NTSC) |
| Freqüència de quadre | 16–18 Hz   | 24 Hz  | 25 Hz                 | 29,97 Hz ≃ 30 Hz     |

### Cinema
En el cas del cinema, es reprodueix a 24 fotogrames per segon. És una freqüència suficient per aconseguir una sensació continua de moviment. Si es presenten els fotogrames directament es produeix un efecte de parpalleig (flickering). La solució a aquest problema és mostrar 2 vegades cada fotograma. Al doblar la freqüència del projector s'evita la sensació de parpalleig i s'obté una sensació d'uniformitat en la il·luminació de la pantalla, sense empitjorar la qualitat de la reproducció. Per fer això s'utilitza un obturador davant del projector, que dispara amb una freqüència doble de la velocitat de la cinta.
Hi ha sistemes que han utilitzat altres freqüències, com per exemple 30 fps (per formats de pel·lícula de 70 mm), i 60 fps (en el sistema Showscan).

### Televisió
En els sistemes de televisió, la freqüència de quadre es va fer coincidir amb la meitat de la freqüència de la xarxa elèctrica. En el cas dels EUA o Japó és de 30 Hz, i en cas d'Europa 25 Hz. Aquests valors són suficients per garantir correctament la continuïtat en el moviment. La selecció d'aquests valors és deguda a criteris de disseny. Un avantatge a destacar és que d'aquesta forma es va aconseguir minimitzar l'efecte visual que produïa la interferència del senyal de la xarxa en la pantalla de televisió.
L'efecte de parpalleig se va eliminar dividint cada imatge en 2 meitats o camps (línies senars i parells) utilitzant una tècnica d'exploració anomenada  entrellaçat. Fent això s'aconsegueix que la freqüència aparent d'exploració de la pantalla es dobli. Cadascuna d'aquestes dues meitats s'anomena camp (field en anglès). A Europa la freqüència de camp és de 50 Hz, mentre que als EUA o Japó és de 60 Hz.

### Telecine
És un aparell que s'encarrega de realitzar la conversió de pel·lícules de cine a senyal de televisió. El problema principal és que la freqüència de quadre és diferent per cada tipus de format.Converteix un fotograma de pel·lícula en una imatge de televisió. Un cop adquirit se separa en 2 camps i s'emmagatzema en format de vídeo sobre suport magnètic. Com el nombre de fotogrames per segon és inferior al del cinema, el que es fa és afegir els fotogrames que falten.
A Europa la diferència entre les 24 i 25 imatges per segon difícilment s'aprecia per part de
l'espectador. Durant molt temps es feia una conversió directa i, per tant, les pel·lícules de televisió duraven un 4% menys que al cinema. Per obtenir la mateixa duració, una possible solució és la de repetir el primer quadre de cada grup de 24.
En canvi els països que utilitzen un format de televisió de 30 quadres per segon, la conversió fotograma a fotograma no és viable perquè els canvis temporals són perfectament visibles i audibles. Una solució semblant al cas anterior és la de repetir 6 quadres de cada 24 fotogrames de la pel·lícula original i distribuir-los de manera uniforme en el temps.